# Благо нама
Благо нама је хрватска хумористичка телевизијска серија која се од 2020. до 2022. године емитовала на телевизији РТЛ. Аутори серије су такође створили серије Куд пукло да пукло, На граници и Сан снова.

## Радња серије
Серија прати породицу Павић, Ану, њеног супруга Бориса и њиховог новорођеног сина Ивана.
Пар планира пут у Брисел где жели започети нов живот према европским правилима.
Њихов план брзо пада у воду када им се у кућу уселе Анина сестра Тамара са својом породицом: супругом Јадранком и сином Лукасом и њихов заједнички отац Драго.
Две породице различитих погледа на свет, мораће пребродити међусобне разлике и научити живети у заједничкој хармонији.
Ствар се још више компликује кад се у комшилук досели нови комшија Мартин Просинечки са својом девојком Иванком.

## Глумачка постава
| Глумац/ица                  | Лик                 |
| --------------------------- | ------------------- |
| Филип Крижан                | Борис Павић         |
| Тара Росандић               | Ана Павић           |
| Христина Поповић            | Тамара Шпехар Јухић |
| Енис Бешлагић               | Јадранко Јухић      |
| Жарко Радић                 | Драго Шпехар        |
| Златан Зухрић               | Бранко Главина      |
| Нино Лехи                   | Лукас Јухић         |
| Петар Јурић Габриел Штруњак | Ивано Павић         |
| Миран Курспахић             | Мартин Просинечки   |
| Клара Муци                  | Иванка              |
| Јошко Шево                  | Иван Павић          |
| Мирела Брекало              | Анђа Павић          |
| Дамир Коприва               | психијатар          |
| Лела Маргитић               | Даша                |
| Мада Першић                 | Ирена               |
| Лара Некић                  | Сунчица             |
| Дамир Пољичак               | Јошко Шимлеша       |
| Миа Беговић                 | Лили Просинечки     |
| Ђорђе Кукуљица              | Еди                 |
| Мирна Михелчић              | Кике                |
| Маријана Микулић            | Часна сестра        |
| Зијад Грачић                | Предстојник         |
| Душко Валентић              | Премијер            |
| Славко Јурага               | Јозо                |
| Александар Цвјетковић       | Сима                |

## Емитовање
| Земља               | ТВ мрежа   | Премијера серије  | Крај серије    |
| ------------------- | ---------- | ----------------- | -------------- |
| Хрватска            | РТЛ        | 9. новембар 2020. | 18. март 2022. |
| Босна и Херцеговина | РТВ БН ФТВ | 6. фебруар 2021.  | 7. април 2022. |
| Црна Гора           | РТЦГ       | 26. јануара 2022. | 26. јула 2022. |

## Занимљивости
- Радни назив серије је био Ана и Борис хоће у Брисел.[2]
- Снимање је почело у фебруару 2020. године али је заустављено због пандемије коронавируса. Снимање је настављено на лето 2020. године.
- Снимање друге сезоне серије започело је у мају 2021. године. Глумац Филип Крижан је у почетку упоредо са овом сезоном серије снимао и хрватску серију 'Нестали' где такође тумачи једну од главних улога. Због тога, његов лик у првим епизодама друге сезоне носи браду иако је на крају прве сезоне није имао.
- У радњу серије укључени су реални догађаји, попут земљотреса у Загребу током марта 2020. године, пандемија коронавируса, спровођење и кршење епидемиолошких мера.
- У серији је заступљена ијекавица и икавица, будући да породицу Шпехар-Јухић-Павић чине људи из Загреба и Сиња. У појединим епизодама, лик Симе (Александар Цвјетковић) говори екавицом.
- У серији постоје ликови који су присутни само гласовно, попут предстојника, психијатра или гвардијана и у тим сценама глумци разговорају гледајући у камеру.
- Иако је у питању формат хумористичка серија, често се догађа да се радња једне епизода не ослања на следећу као у ситкому.